# Kukachin
Kukachin, également Kököchin, Kokejin ou Cocacin pour Marco Polo (mongol : Хөхөхчин, Khökhökhchin ; chinois traditionnel : 阔阔真 ; pinyin : Kuò kuò zhēn), née vers 1274 et morte en juin 1296, est une princesse mongole de la dynastie Yuan en Chine, issue de la maison aristocratique mongole des Bayads.
En 1291, le Grand Khan Kubilai la fiance à son petit-neveu, l'ilkhan Arghoun, à la suite d'une demande formulée par ce dernier, après qu'il a perdu son épouse favorite Bouloughan (« Bolgara » selon Le Livre de Marco Polo). Arghoun demande à Kubilai Khan de lui envoyer une épouse issue de la même tribu que la défunte, Kubilai lui choisit alors la princesse bleue, Kukachin, âgée de dix-sept ans,.
Kubilai, de sa capitale Khanbalik (« ville du Khan », aujourd'hui Pékin), accepte que les frères Polo et Marco accompagnent les émissaires venus chercher la princesse Kukachin lors de leur retour par mer en Iran. Le groupe voyage par la mer, au départ du sud de la ville portuaire de Quanzhou au printemps 1291. La flotte est composée de quatorze navires, chacun possédant quatre mâts et quatre voiles. De Quanzhou, ils font voile vers Sumatra, puis en Perse, via le Sri Lanka et l'Inde, dont ils longent les Côtes à partir du Tamil Nadu (Maabar). Ils atteignent l'ilkhanat vers 1293. Arghoun étant mort durant leur voyage, en 1291, Kukachin est remise à son fils Ghazan, qui l'épouse dans la ville d'Abhar, et elle devient son épouse principale. Elle meurt en juin 1296.

## Dans la culture populaire
- Le rôle de Kukachin dans le film américain Les Aventures de Marco Polo d'Archie Mayo est interprété par l'actrice américaine Sigrid Gurie.
- Le rôle de Kukachin dans la série américaine Marco Polo de Netflix est interprété par l'actrice chinoise Zhu Zhu.